# Балерина (филм, 2016)
„Балерина“ (на английски: Ballerina/Leap!) е канадско-френска компютърна анимация от 2016 г. на режисьора Ерик Съмър и Ерик Уарин, по сценарий на Съмър, Лоран Зетун и Карол Нобъл. Като копродукция между канадските и френските компании, филмът се развива през 1880-те години в Франция и се разказва за едно бедно момиче, който мечтае да стане балерина.
Озвучаващия състав се състои от Ел Фанинг, Дейн Дехан, Мади Зиглър и Карли Рей Джепсън. Филмът е пуснат по кината във Франция и Великобритания на 12 ноември 2016 г., който е последван от издания в различни страни през следващите няколко месеца, включително в Канада от 24 февруари 2017 г. Филмът е пуснат от Съединените щати на 25 август 2017 г., с гласовете на Нат Улф (който замества Дехан), Кейт Маккинън и Мел Брукс, които са добавени в състава. „Балерина“ получава генерално смесени отзиви от критиката, но има успех в боксофиса, който печели 106.1 млн. долара в световен мащаб при бюджет от 30 млн. долара.

## Актьорски състав
- Ел Фанинг – Фелиси
- Дейн Дехан (Нат Улф в американската версия) – Виктор
- Карли Рей Джепсън – Одет
- Мади Зиглър – Камил Ле Хаут
- Мел Брукс – мосю Лутю, ръководител на сиропиталището
- Джули Ханер (Кейт Маккинън в американската версия) – Реджина де Хаут, майката на Фелиси

## В България
В България филмът е пуснат по кината на 6 януари 2017 г. от „Лента“. Дублажът е нахсинхронен на Александра Аудио. В него участват Лорина Камбурова (която озвучава Фелиси), Татяна Захова, Веселин Калановски, Кръстина Кокорска, Петър Петров, Кирил Бояджиев, Лина Шишкова, Христо Чешмеджиев и други. Режисьор на дублажа е Живка Донева.